# San Chirico Nuovo
San Chirico Nuovo è un comune italiano di 1 105 abitanti della provincia di Potenza in Basilicata.

## Storia
San Chirico ha antiche origini, sorge intorno al VI secolo a.C. in una località denominata “Serra”, distante meno di un chilometro dall'attuale centro abitato.
La sua esistenza è testimoniata dai ritrovamenti archeologici rinvenuti dalla Sovrintendenza Archeologica di Potenza nel 1858 e nel 1986 e da altre campagne di scavi effettuate anche recentemente.
Gli scavi hanno riportato alla luce vasi di terracotta, un'armatura tipica dei soldati lucani, alcune monete romane e greche, e alcune pietre con iscrizioni sepolcrali. Gli ultimi ritrovamenti emersi sono stati la scoperta di due templi (sacelli) dedicati alla Dea Artemide (dea della caccia), a Demetra (dea della natura) e ad Afrodite (dea dell'amore).
Da questi ultimi ritrovamenti si è appurato che nel VI secolo a.C. il sito in località Serra è stato abitato da genti di cultura daunia nord-lucana (forse i Peukentiantes di cui parla Ecateo, geografo greco del VI secolo a.C.), genti affini a quelle apule della Daunia (Capitanata di Bari).
Degli avvenimenti succedutesi durante l'epoca romana non si hanno dati rilevanti, in quanto le numerose invasioni barbariche che si sono avute nella zona hanno più volte devastato il territorio. 
Sono state rinvenute soltanto lapidi funerarie scritte in latino nelle aree circostanti la località Serra, segni questi che anche durante tale epoca il sito è stato abitato.
L'attuale San Chirico Nuovo risale probabilmente al 960, per opera di una colonia greco-bizantina che, per sfuggire alle persecuzioni iconoclastiche nel loro paese, si riparò da queste parti raggruppandosi attorno a una torre, costruita dagli stessi bizantini verso l'anno 826 come avamposto e limite di confini dai Longobardi.
Col passare del tempo, intorno alla torre, oltre alla colonia greco-bizantina, si raggrupparono altri nuclei di persone che, in breve tempo, divennero così numerosi da far sorgere la necessità di darsi una denominazione.
I capi scelsero per denominazione “Sanctus Quiricus”, nome di un loro santo, che, bambino di appena tre anni, nato nella città di Iconia della regione della Laconia (Asia Minore) da nobile stirpe, venne martirizzato sotto gli occhi della madre Giulitta, nell'anno 304 d.C. a Tarso in Cilicia, sotto l'imperatore romano Diocleziano che emanò l'Editto della X persecuzione contro i cristiani.
Prova tangibile dell'esistenza di questa colonia greco-bizantina sono numerose parole presenti nel dialetto locale e l'appellativo di "Griciudd" (greci), con cui ancora oggi vengono denominati i cittadini di San Chirico Nuovo.
Con la conquista normanna anche nell'Italia Meridionale si diffuse il feudalesimo e la difesa di San Chirico venne inclusa nella contea di Tricarico e assegnata alla famiglia Sanseverino, che verso il 1160, intorno alla vecchia torre, fece costruire un imponente castello di cui non restano tracce, se non una torre. In epoca recente, sui resti dell'antico maniero che domina l'intero paese, è stato costruito prima il Municipio e successivamente la Scuola Media Statale.
Durante la dominazione sveva la famiglia Sanseverino nella persona di Giacomo, a causa della sua partecipazione alla rivolta contro Federico II (1240), perse il feudo che l'Imperatore, il 10 dicembre 1250, assegnò al figlio Manfredi.
Durante la dominazione angioina il feudo passò poi: nel 1270 a Goffredo di Sarzin, nel 1274 a Giacomo Balsimiano e per alcuni anni a Giovanni Saumery e a Roberto Austrasche (de Altrisia) per poi ritornare di nuovo ai Sanseverino (1285) per via di matrimoni, nella persona di Tommaso II sposato in terze nozze a Sveva di Avezzano figlia di Grimondo signore della Contea di Tricarico. 
Questa potente famiglia, nella persona di Giacomo, il 20 novembre 1377, faceva la comunione dei beni e costruiva una torre, di cui esistono ancora i resti, lungo il tratturo della “Mezzana” per averne un controllo più sicuro.
Il possesso dei feudi rimase ai Sanseverino fino al 1404, anno in cui il loro casato si ribellò nuovamente al potere regio, per ritornare in loro potere dopo circa trentasei anni (1440).
Durante tali decenni la Contea di Tricarico, di cui facevano parte San Chirico e Tolve, appartenne al valoroso condottiero Muzio Attendolo Sforza e al figlio Francesco.
Nel 1460, San Chirico partecipò alla famosa rivolta dei feudatari capeggiata da Giannantonio Orsini, principe di Taranto, con l'intento di sottrarsi all'egemonia regia aragonese perché opprimente. 
La ribellione fallì e i partecipanti vennero eliminati o puniti con la privazione dei loro beni. I cittadini superstiti, per sfuggire alle rappresaglie che seguirono, si rifugiarono a Tolve, lasciando disabitato San Chirico, tale da perdere il novero di feudo.
Nell'anno 1775, dopo decenni di egemonia di Tolve, il casale di San Chirico, pur essendo povero, sente il desiderio di riscattarsi.
Con domanda del 20 giugno 1775 e poi del 10 marzo 1777 chiedeva infatti di pagarne il prezzo reale del suo valore, ma le richieste venivano sempre respinte fino all'eversione della feudalità nel 1806, quando i francesi occuparono il Regno di Napoli. 
Da quel momento San Chirico ebbe funzioni territoriali e amministrative autonome.
Ottenuta l'indipendenza, l'Università di San Chirico volle che si aggiungesse la parola "Nuovo", non solo per differenziarsi da San Chirico Raparo, ma anche per estinguere una volta per sempre San Chirico de Tulbis. 
Inoltre si volle dalla cittadinanza uno stemma araldico che richiamasse la sua origine da un antico popolo guerriero greco (i Coronei) oppure la figura leggendaria del grande Scanderberg, eroe nazionale albanese. E così si ebbe nello stemma: "Cielo azzurro, con un cavaliere che indossa elmo e giaco d'oro, brache di color porporo-amaranto, stivali e schinieri di cuoio, armato di spada su un cavallo bianco".
Ormai indipendente da Tolve, San Chirico Nuovo partecipa attivamente ai moti insurrezionali del 1820, 1821, 1848, 1860 che portarono all'Unità d'Italia.
Da ricordare la vicenda accaduta il 15 novembre 1860, allorché una banda armata, capeggiata dall'ufficiale regolare spagnolo Bories, penetrò nel Comune di S. Chirico Nuovo, dichiarando d'essere solo di passaggio, mentre il grosso della banda era diretto verso Tolve per occuparla e instaurare la municipalità filoborbonica. La loro presenza generò momenti di panico e sentimenti di ribellione, tuttavia la maggior parte degli abitanti rimase in casa e, per paura che venissero oltraggiati le donne e i bambini e si effettuassero persecuzioni, offrì loro anche cibo. Ma nonostante molti si adoperassero per mantenere la calma, alla partenza della banda, riunita nel Peschiero comunale (comunemente detto ora Lago), alcuni giovani facinorosi spararono contro il comandante che, per fortuna, non fu colpito. Allora la pacifica ritirata si trasformò in aspro conflitto che durò fino alle ore vespertine con varie perdite d'ambo le parti.
Non va dimenticata altresì, la manifestazione antipiemontese del 16 aprile 1861, capeggiata dall'allora sindaco Antonio Padula, che si concluse con l'uccisione di due guardie nazionali: tenente Nicola Lacava del luogo e del milite Luigi Sica di Tolve, di Lacava Andrea Francesco, un civile del luogo, e di vari feriti.
Da allora le vicende storiche di San Chirico Nuovo seguono la storia nazionale con la partecipazione attiva alla I e alla II guerra mondiale, quando molti cittadini risposero all'appello della patria e alcuni caddero eroicamente sul campo di battaglia.
Da ricordare in particolar modo la medaglia d'oro al valor militare Michele Perriello, caduto durante il secondo conflitto mondiale, a cui è intitolata la via principale del paese.

## Culto
La chiesa madre di San Chirico Nuovo è la chiesa di San Nicola di Bari, che si trova in piazza Roma.

## La chiesa di San Nicola di Bari
La chiesa di San Chirico Nuovo intitolata a San Nicola di Bari risale al periodo compreso tra la fine del XVI e l'inizio del XVII secolo. Essa si affaccia su una piazza del centro del paese. È fornita di campanile cuspidato alto 18 metri e provvisto di grande orologio.

### Facciata
La facciata presenta una parte centrale più alta, inquadrata da lesene di ordine gigante e frontone di coronamento, e due zone laterali con andamento superiore della parete a voluta.
La facciata, inoltre, è coronata da un timpano triangolare ed è suddivisa in tre parti delimitate da due lesene, sopra ciascuna parte vi è un piccolo rosone. Al centro si apre un portale sovrastato da una nicchia che ospita una statua di San Rocco.

### Struttura
Internamente presenta l’aspetto basilicale della Controriforma, dai rifacimenti barocchi, con tre navate ben proporzionate, di cui la centrale è più alta, rispetto a quelle laterali, che sono composte ciascuna da tre campate e si concludono con abside piatta. La navata centrale raggiunge un presbiterio, rialzato da due gradini rispetto al piano di calpestio, e si conclude con l'abside poligonale. La parte rialzata della navata è stata costruita intorno al 1856 con la copertura a mattoni.

### Elementi decorativi
La chiesa presenta decorazioni geometriche sulle volte delle navate, dell'abside e delle cappelle laterali. Sulla volta della navata centrale si trovano affreschi del 1856 raffiguranti San Nicola e l’Angelo tutelare. Il pavimento in cotto si trova sia nelle navate sia sul presbiterio.

### Ristrutturazione
La chiesa fu danneggiata dal terremoto del 23 novembre del 1980 e fu ristrutturata tra il 1983 e il 1984. Una seconda ristrutturazione fu eseguita nel 2011, con l'installazione dell'impianto di riscaldamento.

## Evoluzione demografica
Abitanti censiti

## Sport
La squadra di calcio del San Chirico Nuovo disputa il campionato di terza categoria lucana.